# أولغا فيري
أولغا فيري (بالإسبانية: Olga Ferri)‏ هي راقصة باليه أرجنتينية، ولدت في 20 سبتمبر 1928، وتوفيت في 15 سبتمبر 2012 في بوينس آيرس في الأرجنتين.